# سامپتینگ
سامپتینگ (به انگلیسی: Sompting) یک روستا و محله مدنی در بریتانیا است که در Adur واقع شده‌است. سامپتینگ ۱۰٫۳۵ کیلومتر مربع مساحت و ۸٬۵۶۱ نفر جمعیت دارد.